# 星乃圭吾
星乃 圭吾（ほしの けいご、2月1日 - ）は、日本の俳優、声優、タレント。東京都出身。レオパード・スティール所属。
インプロ集団「team DICE☆K」のメンバー。メンズアイドルグループ「H@ng_oveR」の元メンバー。

## 略歴
元々は俳優として主に舞台等で活躍していたが、アイドル活動へ専念するために一旦休止していた。2019年4月1日から再開すると共に、松濤アクターズギムナジウムを経て、同日付けでレオパード・スティールに業務提携として所属。以後、舞台の他、声優としても活躍するようになった。2020年4月1日より同事務所に正所属となった。

## 人物
趣味・特技として、ボードゲーム、海外ドラマ鑑賞、アンチエイジング、パートナーストレッチ、スポーツマッサージ施術をそれぞれ挙げている。
資格として、MGA認定プロフェッショナルトレーナーを持つ。
座右の銘は「死ぬこと以外はかすり傷」。

## 出演
太字はメインキャラクター。

### テレビアニメ
- ソードアート・オンライン アリシゼーション War of Underworld（2019年 - 2020年、兵士、研究員） - 2シリーズ
- 戦翼のシグルドリーヴァ（2020年、隊員）
- シャドウバース（2021年、プレイヤー）
- 宇宙なんちゃら こてつくん（2022年、学生）

### 劇場アニメ
- HELLO WORLD（2019年）
- 竜とそばかすの姫（2021年）

### OVA
- みんなで跳んだ（時期不明、矢部ちゃん）
- 星野君の二るい打（時期不明、観客、野球部員）

### Webアニメ
- おねがいっパトロンさま!（2020年、日球磨塔斗[6]）

### ゲーム
- 新聞物語（2018年、先輩 他）
- まほろば妖女奇譚（2020年、白坊主）
- メルヘン・オブ・ライト〜モロガミ放置RPG〜（2020年、パン、少年マリーン）
- ソードアート・オンライン アリシゼーション リコリス（2020年）

### ドラマCD
- あめふらし（ゼミ生）

### オーディオドラマ
- アトルタサウンドドラマコレクション
  - 「ミズカ」（西）
  - 「もう一人の僕」（ヨシキ）

### デジタルコミック
- エリートヤンキー三郎（立野、生徒、チンピラ）

### 吹き替え
- クローザー シーズン6（オスカー）

### 特撮
- 魔進戦隊キラメイジャー（2020年、チャラ男）

### 映画
- 嘘つきみーくんと壊れたまーちゃん（2011年） - クラスメイト 役
- アスリート〜俺が彼に溺れた日々〜（2019年）
- BLシェアハウス（2019年） - 筒井圭太 役

### 舞台
- お芝居やさん 鈴木KE企画「大人の方へのプレゼントVI」（時期不明）
- 「板垣さんのやせがまん」（2013年12月） - おでん屋店主 役
- 第12回杉並演劇祭「真冬のお花見」（2015年3月11日 - 15日、阿佐ヶ谷アルシェ） - ケン 役
- PIXEL STAGE vol.1「本当にあったら怖い話」（2016年8月17日 - 21日、上野ストアハウス） - 山口マコト 役
- 舞劇「野ばら〜生々流転〜」（2016年11月25日、成城ホール） - キッキ 役
- PIXEL STAGE vol.2「そうだ、インドへ行こう」（2017年2月8日 - 12日、上野ストアハウス） - 田中和樹 役
- PAPALUWA第9回本公演「ナイン」（2017年8月2日 - 6日、d-倉庫） - 小林 役
- 東京ジャンクZ vol.7 ジェットコ歌舞伎「絶叫!高田馬場」（2017年11月29日 - 12月3日、上野ストアハウス） - 大波三叉郎 役
- こちらスーパーうさぎ帝国 第26回公演「クリームソーダ」（2019年2月6日 - 11日、浅草九劇） - 宇佐美学 役
- 「斯くして我は独裁者に成れりOn Stage」（2019年5月29日 - 6月2日、北池袋 新生館シアター）[7]
- 「Septet Chords」（2019年6月6日 - 9日、ウッディシアター中目黒） - 東雲楓斗 役

### ミュージカル
- ケッケコーポレーション Presents「『645』〜改 TAIKA〜」（2012年5月3日 - 7日、ザ・ポケット） - 主演・中大兄皇子 役

### 朗読
- ケッケコーポレーション「朗読劇〜『声』Vol.3 〜」（2012年10月18日 - 21日、劇場MOMO） - Iの言霊 / ヒア・カムズ・ザ・サン 役
- 「大つごもり」（2013年12月13日・14日、麻布区民センター区民ホール） - 石之助 役

### イベント
- ケッケフェスタ2011（2011年10月31日 - 11月6日、オメガ東京）
- 竹内幸輔さんPRESENTS「七人の声優」（2012年8月4日、カラオケの鉄人銀座ファゼンダ店）
- 年末だよ！全員集合!?2012紅白ネタ合戦!!（2012年12月15日、カラオケの鉄人銀座ファゼンダ店） - 白組
- Kekke Corporation Karaoke de Stage（2013年3月24日、カラオケの鉄人銀座ファゼンダ店）
- 中村太亮 10周年アニバーサリーイベント（2014年9月21日、ザ☆キッチンNAKANO） - アシスタント
- 座・シトラス アナザー公演 vol.006　Vote Show -The Anniversary Stage-（2018年7月18日 - 22日、北池袋 新生館シアター）
- クリエイティブAHC Presents　座・シトラス アナザー公演 Vol.007「斯くして我は独裁者に成れり On Stage」（2019年5月29日 - 6月2日、北池袋 新生館シアター） - ロイ 役

### CM
- 楽天カード「楽天金融祭り 2015」
- アサヒビール・アサヒスーパードライ「2016年乾杯」篇
- 日本ヒューレット・パッカード『HP Elite x2 1012 G1』働き方編
- 東栄住宅「これが私たちのプライド」
- イタリアンBBQ Wistaria HPモデル
- リアル脱出ゲーム

### その他コンテンツ
- カノエラナ「おーい兄ちゃん」（MV）
- 石橋貴明のスポーツ伝説…光と影「松本匡史篇 読売ジャイアンツ選手」（TBSテレビ）
- 雨上がり決死隊のトーク番組アメトーーク!「マイナー部活 芸人」（テレビ朝日）
- 人狼ジャッジメント「なりきり劇場 人狼HOUSE編 Vol.1」ロディ役
- 人狼ジャッジメント「なりきり劇場 人狼HOUSE編 Vol.2」アーニー役